# 高知放送中村ラジオ中継局
高知放送中村ラジオ中継局（こうちほうそうなかむらラジオちゅうけいきょく）は、高知県四万十市に設置されている高知放送の中波ラジオ放送中継局。

## 概要
- 四万十市具同2278番地に置かれ、幡多地域へ電波を発射している。

## 中継局概要
| 放送局名     | 呼出符号 | 周波数  | 空中線 電力 | 放送対象地域 | 放送区域 内世帯数 | 開局日        |
| ------------ | -------- | ------- | ----------- | ------------ | ----------------- | ------------- |
| RKC 高知放送 | なし     | 1197kHz | 1kW         | 高知県       | -                 | 1957年 3月1日 |

## 沿革
- 1953年（昭和28年）2月28日 - 免許申請（当時の住所は幡多郡具同村）。
- 1956年（昭和31年）10月5日 -　予備免許交付。
- 1957年（昭和32年）
  - 2月18日 - 1060kc・100Wで試験電波発射。
  - 2月22日 - 本免許交付。
  - 3月1日 - 本放送開始。
- 1960年4月10日 - 800kcに周波数変更。
- 1978年11月23日 - 801kHzに周波数変更。

### 参考資料
- 『民間放送十年史』（日本民間放送連盟・1961年発行）の第2部各社史録588頁「ラジオ高知」の項